# Pretty Flamingo
Pretty Flamingo är en låt skriven av Mark Barkan och lanserad av popgruppen Manfred Mann som singel 1966. Låten blev etta på engelska singellistan och även en hit i Nordamerika och flera europeiska länder. Låten handlar om en vacker kvinna som kallas "Flamingo". 
Låten var gruppens sista singel med sångaren Paul Jones och även den sista på skivbolaget His Master's Voice. Jones fortsatte sedan som soloartist på bolaget och resten av Manfred Mann bytte till Fontana Records. På inspelningen medverkar Jack Bruce på bas. Han var kortvarigt med i Manfred Mann innan han bildade Cream med Eric Clapton.
Pretty Flamingo har även spelats in av Gene Pitney (1966), The Everly Brothers (albumet Two Yanks in England 1966), och Rod Stewart (albumet A Night on the Town 1976).

## Listplaceringar
| Lista (1966)   | Position               |
| -------------- | ---------------------- |
| Finland        | 28                     |
| Irland         | 1                      |
| Kanada         | 2 (RPM)                |
| Nederländerna  | 15                     |
| Norge          | 3 (VG-lista)           |
| Nya Zeeland    | 1 (NZ Listner)         |
| Storbritannien | 1                      |
| Sverige        | 6 (Kvällstoppen)       |
| Sverige        | 4 (Tio i topp)         |
| USA            | 29 (Billboard Hot 100) |
| Västtyskland   | 12                     |